# Burkhardt Gorissen
Burkhardt Gorissen, nacido en 1958, es un dramaturgo, ensayista, novelista y periodista alemán.

## Biografía
Fue invitado a entrar en la masonería alemana. Varios años después, recibió el grado 32° del Rito Escocés Antiguo y Aceptado. Renunció a la masonería, la denunció y expuso su caso en su libro Ich war Freimaurer. Su historia es parecida a la de Jim Shaw, John Salza y Maurice Caillet. Se define hoy en día como católico.

## Obras
Teatro
- Vorabend Wieder

Ensayos
- Timon und der Löwenstern, Pixi, Nr. 1119, Hamburg 2001, ISBN 3-551-05731-1
- Freimaurerei - Fragen und Antworten, Bonn 2001[6][7]
- Pia spielt Flöte, Pixi, Nr. 1157, Hamburg 2002, ISBN 3-551-05735-4
- Ich war Freimaurer, St. Ulrich Verlag, Augsburg 2009, ISBN 978-3-86744-107-0

Novela
- Teufels Brüder, St. Ulrich Verlag, Augsburg 2011, ISBN 978-3-86744-199-5 (historischer Roman aus der Zeit der Reformation)
- Der Viehhändler von Dülken, KBV-Verlag, Hillesheim 2014, ISBN 978-3-95441-189-4